# 新城十一路站
新城十一路站位于中华人民共和国湖北省武汉市东西湖区，是武汉地铁6号线的地铁车站。

## 车站结构
车站位于金山大道与四环线交叉路口，沿金山大道东西向布置。车站主体为地下二层岛式车站。车站全长402m，出入段线全长114m，标准段宽度20.5m。车站主体采用明挖顺做。车站共4个出入口（其中一个预留），1部无障碍电梯，5个疏散口及5座风亭。

### 车站出口
|                                                 |                |      |
| 出口編號                                        | 設施           | 照片 |
| A₁                                              |                |      |
| A₂                                              |                |      |
| B                                               |                |      |
| C                                               |                |      |
| D                                               | （预留未建设） |      |
| 注： 設有升降機 \| 設有輪椅升降台 \| 設有洗手間 |                |      |

## 鄰近地點
武汉市东西湖区湖泊管理局。

### 内部链接
- 武汉地铁车站列表